# Grofica Marica
Grofica Marica (nemško: Gräfin Mariza) je opereta v treh dejanjih madžarskega skladatelja Emmericha Kálmána in nemških libretistov Juliusa Brammerja ter Alfreda Grünwalda.
Premierna izvedba je potekala 28. februarja 1924 v Theater an der Wien.

## Osebe
| Vloga                                       | glas      |
| ------------------------------------------- | --------- |
| Grofica Marica                              | sopran    |
| Princ Populescu                             | bariton   |
| Baron Kolomán Zsupán                        | tenor     |
| Grof Tassilo iz Endrödy-Wittemburga         | tenor     |
| Liza, Tassilova sestra                      | sopran    |
| Karl Stefan Liebenberg                      | bas       |
| Kneginja Božena Guddenstein zu Clumetz      | kontralto |
| Penižek                                     |           |
| Čeko (Tschekko)                             |           |
| Berko, cigan                                |           |
| Manja, ciganka                              | sopran    |
| Otroci, gosti, plesalci, cigani, podeželani |           |